# Thomas Kristensen
Thomas Kristensen (Virum, 17 aprile 1983) è un allenatore di calcio ed ex calciatore danese, di ruolo centrocampista.

## Palmarès

### Club

#### Giocatore
- Campionato danese: 3

Copenaghen: 2008-2009, 2009-2010, 2010-2011
- Coppe di Danimarca: 2

Copenaghen: 2008-2009, 2011-2012